# Pedro Lamy
José Pedro Mourão Nunes Lami Viçoso OIH (Alenquer, Aldeia Galega, 20 de março de 1972), mais conhecido por Pedro Lamy, é um ex-automobilista português com uma carreira ilustre que se estende desde campeonatos nacionais em mini-motas e Fórmula Ford até ao pico do automobilismo - a Fórmula 1. Lamy detém a honra de ter sido o primeiro piloto português a pontuar na Fórmula 1, marcando uma presença memorável na história do automobilismo português.
Ao longo da sua carreira, Lamy mostrou o seu valor em diversas categorias de automobilismo, incluindo Fórmula 1, DTM e campeonatos de resistência. As suas conquistas incluem a vitória em eventos emblemáticos como as 24 Horas de Le Mans na categoria GTE Am em 2012 e o Campeonato Mundial de Resistência da FIA (WEC) na mesma categoria em 2017, competindo pela equipa Aston Martin Racing.
Atualmente, embora já não esteja na linha da frente das competições, a sua perspetiva, enquanto piloto experiente, é inestimável para a Federação Internacional do Automóvel (FIA). Lamy contribui com a sua perspectiva na equipa de comissários em várias categorias, incluindo Fórmula 2, Fórmula 3, Fórmula E e a Taça do Mundo de Carros de Turismo (WTCR).

## Carreira naFórmula 1

### 1993 - 1994: Lotus
Em 1993, Lamy recebeu a oportunidade de participar nas quatro últimas corridas do Campeonato Mundial de Fórmula 1, substituindo Alessandro Zanardi, lesionado, na prestigiosa equipa Lotus. Embora não tenha conseguido pontuar, assinou contrato para competir durante toda a temporada de 1994. Lamy foi vítima de dois acidentes em 1994, sendo o segundo significativamente mais grave:
- Ímola- Na partida do Grande Prémio de San Marino, Lamy confrontou-se com o carro imobilizado de J.J. Lehto, e o Lotus colidiu com a roda traseira do Benetton-Ford do piloto finlandês. O Grande Prémio de San Marino é tristemente recordado pelo desporto automóvel como o evento onde o piloto brasileiro Ayrton Senna perdeu a vida mais tarde na corrida.
- Silverstone- Lamy sofreu um grave acidente durante testes da Lotus, no Circuito de Silverstone, fraturando as pernas e o pulso. Este acidente levou-o a ausentar-se do resto da temporada.

### 1995 - 1996: Minardi

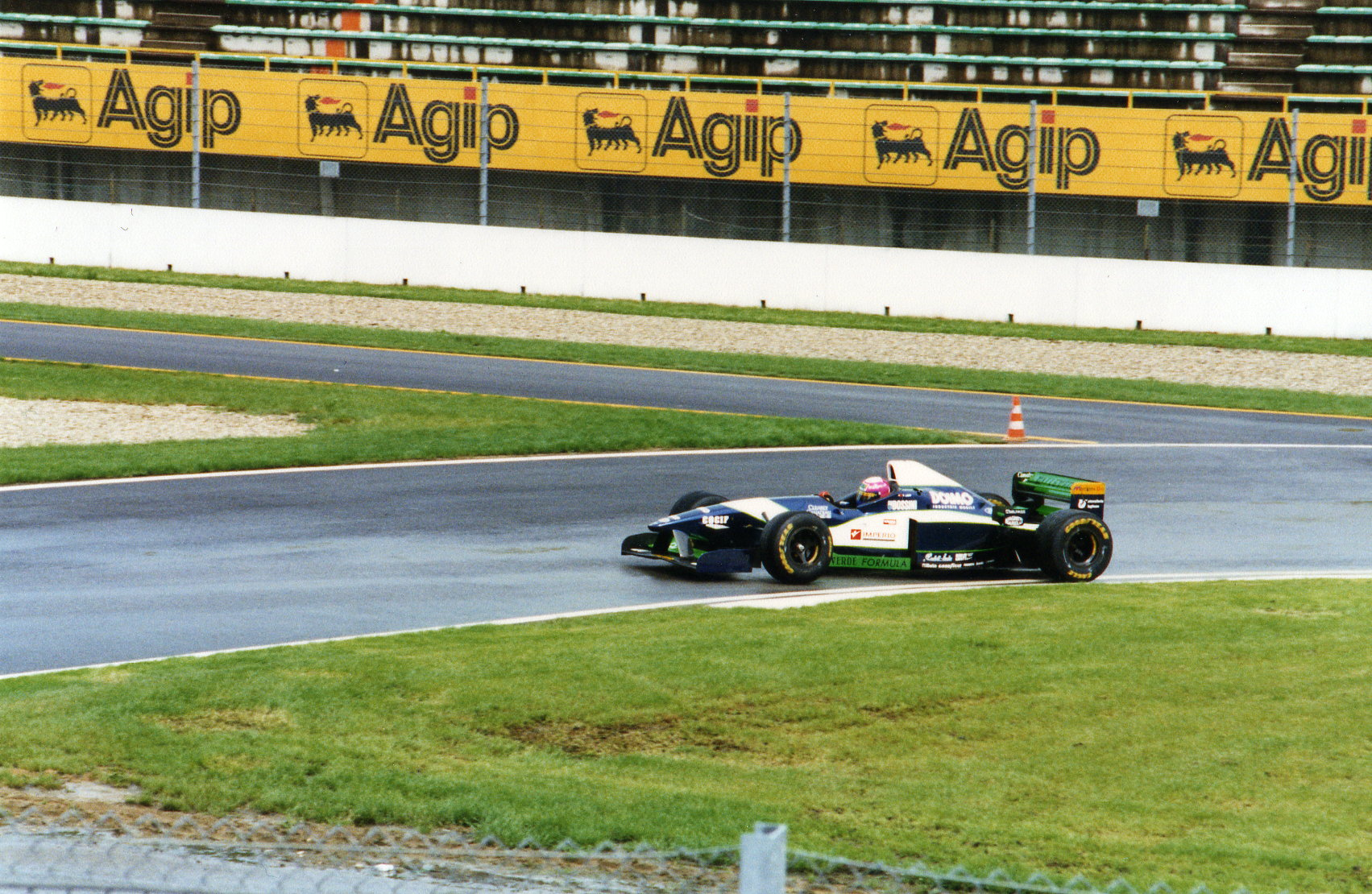
Pedro Lamy durante os treinos livre do Grande Prémio de San Marino 1996 a correr pela Minardi

Após um período intensivo de fisioterapia, Lamy assinou contrato para correr na segunda metade da temporada com a Minardi, substituindo o experiente italiano Pierluigi Martini, que havia abandonado a equipa e a F1 na Alemanha. Ele conseguiu marcar o único ponto da equipa (e seu único ponto) na última corrida da temporada, em Adelaide. Lamy continuou na Minardi em 1996. Contudo, a Minardi forneceu-lhe um carro sem possibilidade de desenvolvimento, e o português abandonou definitivamente a Fórmula 1 no final desse ano.

## Corridas de Resistência

### Sucesso nas Corridas de Resistência

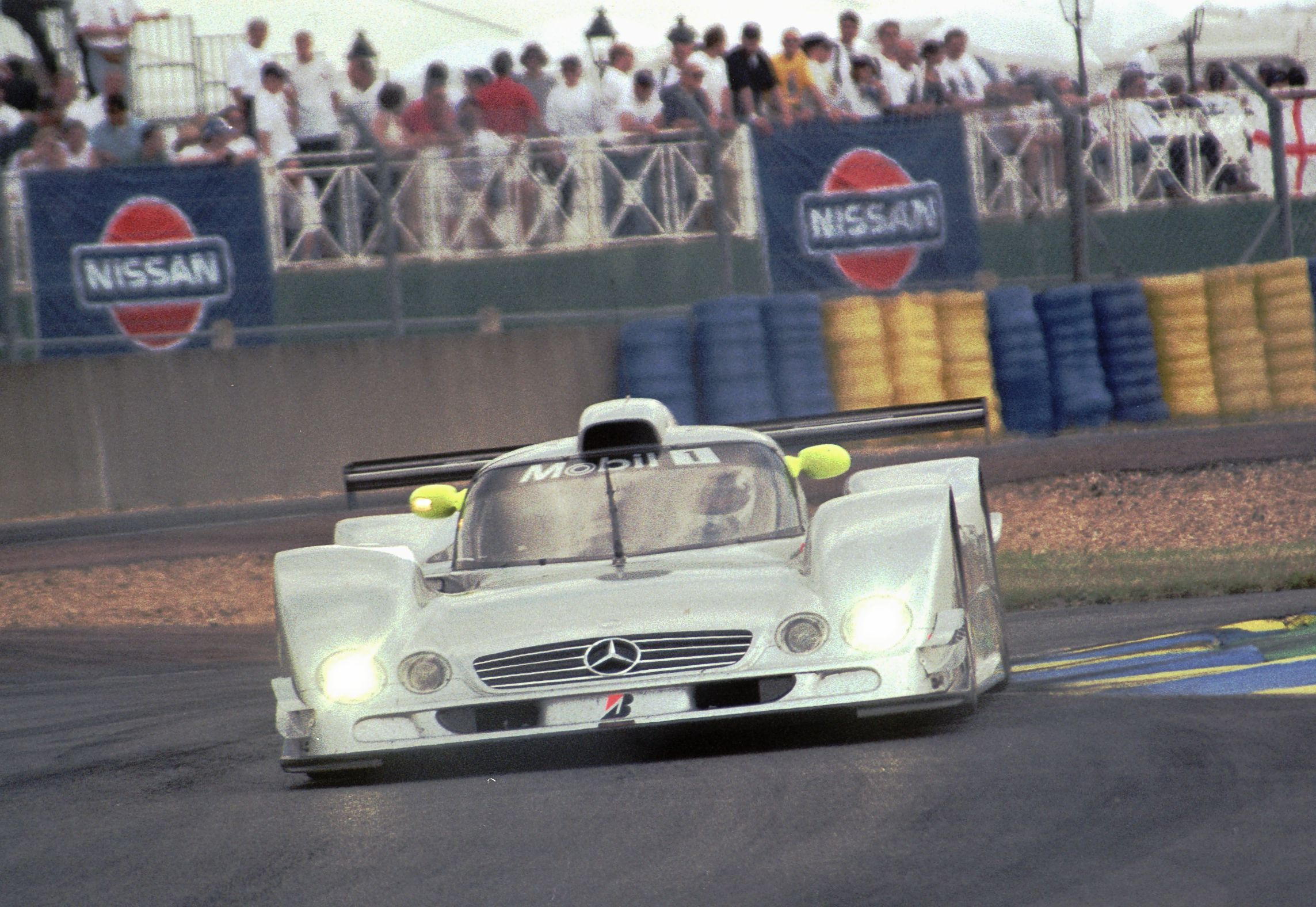
Mercedes-benz CLR de Pedro Lamy em Le Mans 1999

Pedro Lamy competiu no Campeonato FIA GT em 1997 e terminou em quinto lugar na geral em Le Mans com um Porsche 911 GT1 da Schübel Engineering. A mudança para o Chrysler Viper da ORECA em 1998 resultou em oito vitórias de classe e o título GT2, juntamente com o co-piloto Olivier Beretta.
Foi membro da desafortunada equipa Mercedes-Benz para as 24 Horas de Le Mans de 1999, que foi retirada por motivos de segurança após o seu CLR literalmente voar quando seguia outros carros.
A par com a experiência no DTM, American Le Mans Series, V8 Star series da Alemanha (onde foi campeão em 2003 pela Zakspeed) e vitórias regulares nas 24 Horas de Nürburgring naquela década, Lamy destacou-se na Le Mans Series. Ganhou vários títulos de campeonato, mas o sucesso absoluto nas 24 Horas de Le Mans ainda lhe escapou.

### Frustração em Le Mans com a Peugeot

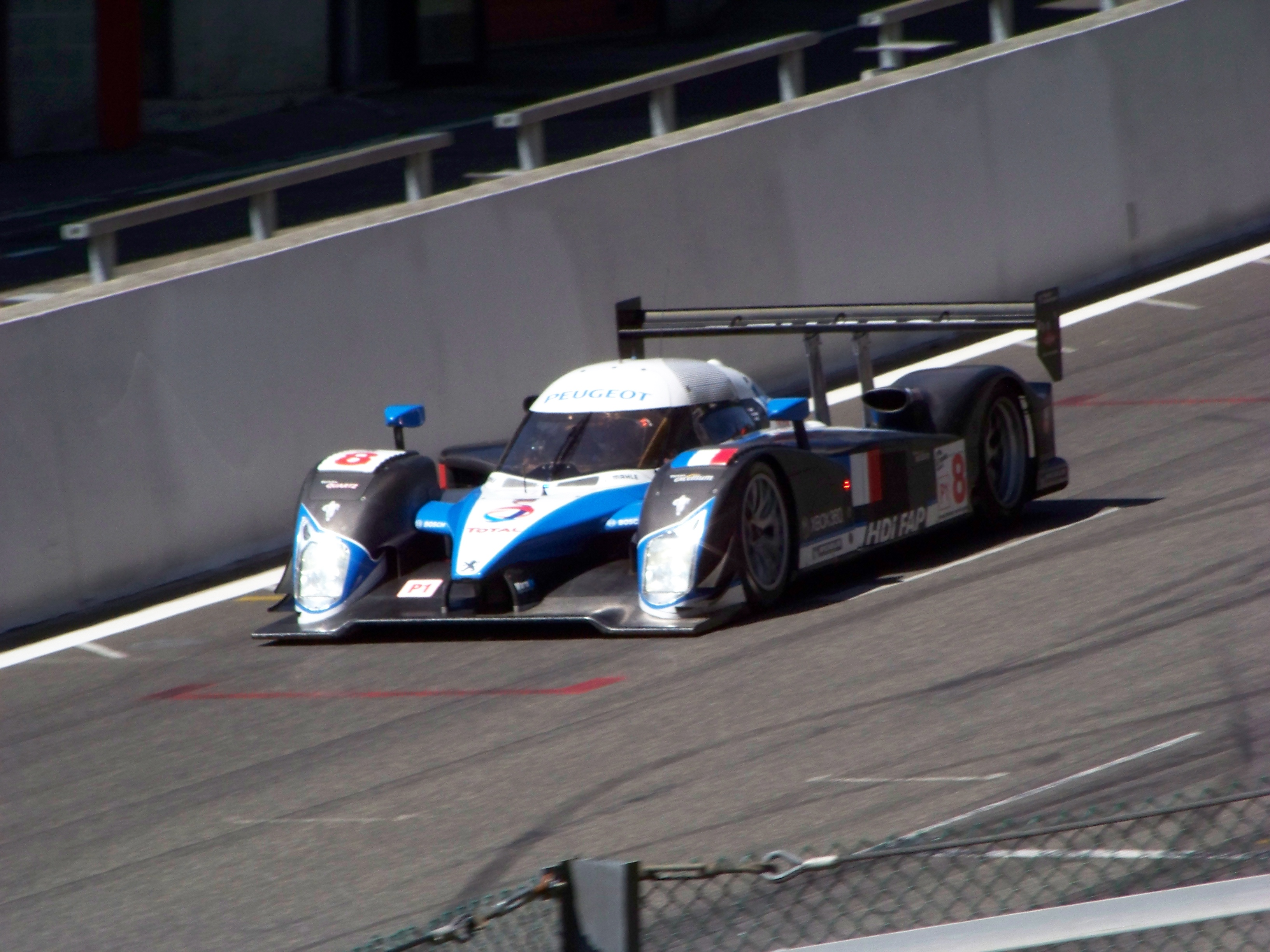
Peugeot 908 de Pedro Lamy em Spa

Lamy foi campeão GTS em 2004 e vencedor da classe GT1 LMS em 2006 com a Larbre Compétiton. Competiu com os carros a diesel LMP1 da Peugeot de 2007 até à sua retirada em 2011. Conquistou a coroa da LMS com Stéphane Sarrazin em 2007 e esteve perto de vencer a própria corrida de 24 horas. Conseguiu a pole position para os eventos de 2007, 2008 e 2010, terminando em segundo lugar em 2007 e 2011.
Sem um lugar LMP1 para 2012, Lamy iniciou quatro rondas do novo Campeonato Mundial de Resistência partilhando o Chevrolet Corvette C6.R da Larbre com Julien Canal e Patrick Bornhauser. Apesar de um problema de caixa de velocidades nas 12 Horas de Sebring, venceram a classe GTE Am em Le Mans, Fuji e Xangai.

### Campeão do Mundo com a Aston Martin

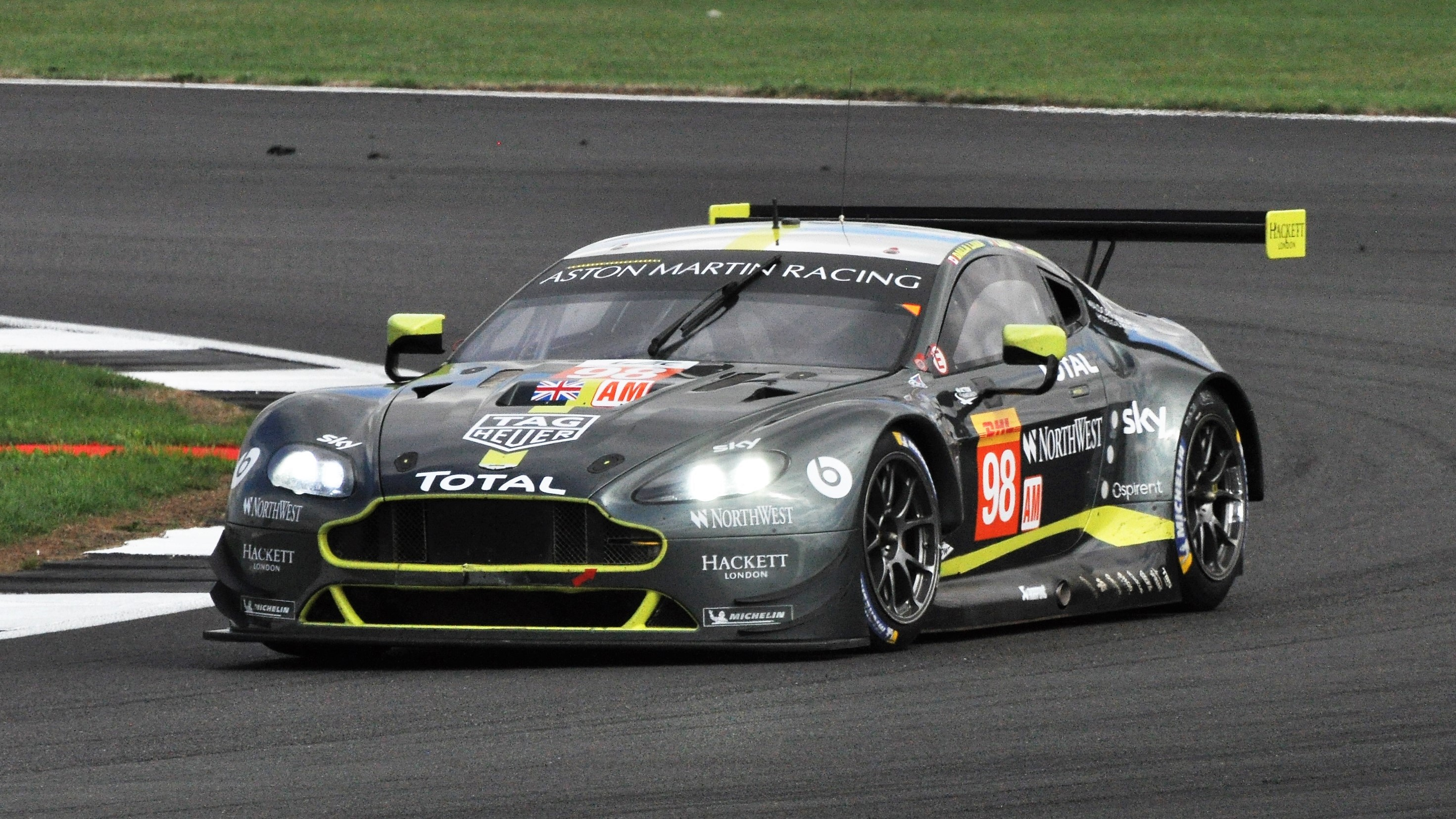
Aston Martin Vantage GTE de Pedro Lamy em Silvestone 2018

Depois de mudar para um Aston Martin Vantage de fábrica em 2013, Lamy terminou como vice-campeão na classe GTE-Am no Campeonato Mundial de Resistência do ano seguinte, juntamente com os co-pilotos Christoffer Nygaard e Paul Dalla Lana. Terceiro na classe nas duas temporadas seguintes, Lamy e Dalla Lana juntaram-se a Mathias Lauda para o Campeonato Mundial de Resistência de 2017. O seu Aston Martin Vantage venceu a classe GTE-Am em quatro ocasiões (Silverstone, Austin, Xangai e Bahrain), permitindo que Lamy, Lauda e Dalla Lana conquistassem o título da classe. A sua única vitória GTE-Am na "super temporada" WEC 2018/19 ocorreu na primeira ronda em Spa-Francorchamps.

## Palmarés
- 1978 - 1981: Campeão Nacional de Mini Motocross e Mini Motociclismo.
- 1985 - 1987: Vice-Campeão Nacional de Karting.
- 1988: Campeão Nacional de Karting.
- 1989: Campeão Nacional de Fórmula Ford.
- 1990 - 1991: Vencedor da Taça das Nações e Campeão Nacional e Europeu de Fórmula Opel.
- 1992: Campeão Alemão de Fórmula 3 e 2º Classificado do GP Macau Fórmula 3.
- 1993 - 1996: Vice-Campeão Internacional de Fórmula 3000 e participação em 32 Grandes Prémios de Fórmula 1.
- 1997 - 1998: 5º Classificado nas 24 Horas de Le Mans e 2º Classificado de GT2 nas mesmas 24 Horas de Le Mans.
- 1998: Campeão Mundial de GT2.
- 2000 - 2001: Participação no Campeonato DTM e vencedor das 24 Horas de Nurburgring.
- 2003: Vencedor do Campeonato Alemão V8 Star.
- 2006: Vencedor do Campeonato Le Mans Endurance Series categoria GT1.
- 2007: Primeiro classificado nos 1000 km de Nürburgring e vencedor do Campeonato Le Mans Series LMP1.
- 2012: Vencedor das 24 Horas de Le Mans na categoria de profissionais e amadores; Vencedor do Campeonato Mundial de Resistência, pela equipa Larbre Compétiton, na categoria LM GTE AM.
- 2013 - Campeonato Mundial de Resistência da FIA (WEC) com a Equipa Aston Martin Racing.
- 2014 - Segundo lugar no Campeonato Mundial de Resistência da FIA (WEC) GTE Am.
- 2015 - 3º lugar no Campeonato Mundial de Resistência da FIA (WEC) GTE Am com a Equipa Aston Martin Racing.
- 2016 - 3º lugar no Campeonato Mundial de Resistência da FIA (WEC) GTE Am com a Equipa Aston Martin Racing.
- 2017 - Vencedor do Campeonato Mundial de Resistência da FIA (WEC) com a Equipa Aston Martin Racing.
- 2018 - Competiu no Campeonato Mundial de Resistência da FIA (WEC) com a Equipa Aston Martin Racing.